# Campionatul European de Scrimă pentru cadeți
Campionatul European de Scrimă pentru cadeți (în engleză European Championships U17) este o competiție internațională de scrimă organizată de Confederația Europeană de Scrimă pentru sportivi de sub 17 ani.

## Lista edițiilor
- 2007:  Novi Sad
- 2008:  Rovigo
- 2009:  Bourges
- 2010:  Atena
- 2011:  Klagenfurt
- 2012:  Poreč
- 2013:  Budapesta
- 2014:  Ierusalim
- 2015:  Maribor
- 2016:  Novi Sad

## Vezi și
- altele campionate europene: Campionatul European de Scrimă pentru juniori (U20), Campionatul European de Scrimă pentru tineret (U23), Campionatul European de Scrimă pentru seniori

## Legături externe
- Confederația Europeană de Scrimă